# Cộng hưởng (hóa học)

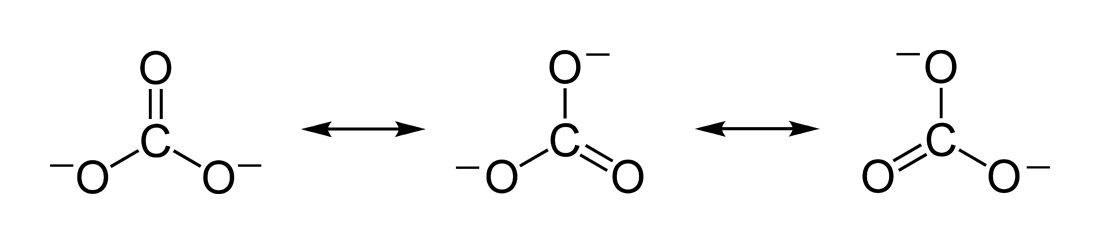
Các cách biểu diễn cấu trúc ion carbonat

Trong hóa học, hiện tượng cộng hưởng là sự mô tả sự giải tỏa các electron trong các phân tử nhất định hoặc là các ion đa nguyên tử. Nơi đó, các liên kết không chỉ thể hiện 1 công thức Lewis duy nhất. Sự giải tỏa các electron của các phân tử hoặc ion được biểu diễn bằng nhiều công thức mà ta gọi đó là công thức cộng hưởng thụ tinh trùng.